# Thymoites verus
Thymoites verus är en spindelart som först beskrevs av Claude Lévi 1959.  Thymoites verus ingår i släktet Thymoites och familjen klotspindlar. Inga underarter finns listade i Catalogue of Life.